# 道地
- 關於其他用法，請見「地道」。

道地是中国古代的一种地理区划概念，主要应用于中药学。

## 概述
道地作为一种药用植物标准化的概念，源于中国古代的一项评价中药材质量的综合标准，也是中药学中控制药材质量的一项综合判别标准。中药学相信不同产地具有不同自然生长条件，如土壤、气候、光照、降雨、水质和生态环境等，能够影响中药材有效成分的形成和积累，是中药材质量可控性和临床疗效稳定的基础与关键。如防风从满蒙引种到中国南方后常分枝，且木化程度增高；葛根因产地不同，其葛根素和黄酮类化合物等有效成分的含量有5到6倍的变化；甘草因产地不同，其甘草酸等有效成分的含量有5倍左右的变化。此外，中药学认为道地的生产集中程度、栽培技术、采收、当地加工和贮存等条件亦能影响药材质效。因此，传统中医师常在处方中注明中药材的道地产区。
2018年12月18日，中华人民共和国农业农村部、国家药品监督管理局和国家中医药管理局制定并实施了《全国道地药材生产基地建设规划》，建议在传统道地药材产区扩大生产。

## 称呼
唐贞观元年（627年），政府根据自然形势划分行政区划，把全国划分为关内、河内、河东、河北、山南、淮南、江南、陇石、剑南、岭南等十道，为州、县之上的一级行政区划，后世沿用此区域划分方法，只是“道”的数目有所改变。而“道地”的“地”可以指地理、地带、地形和地貌等。在中药学中，药名前经常冠以道地名，用来表示产区，如西宁大黄、宁夏枸杞、川贝母、川芎、秦艽、辽五味子、关防风、怀地黄等。但少数药材的药名前所冠的道地名不是原产区，而是进口地或集散地，如广木香原产南亚但从广东进口以及西红花原产中东但从西藏进口。也有说法认为道地取“地道”之意。

## 区划
| 区域划分 | 气候                         | 道地         | 产区                               | 主要药材 |
| -------- | ---------------------------- | ------------ | ---------------------------------- | --- |
| 东北地区 | 温带季风气候、副极地气候     | 关药         | 内蒙古东部、辽宁、吉林、黑龙江     | 人参、鹿茸、辽细辛、辽五味子（北五味子）、关防风、关黄柏、关龙胆、平贝母、刺五加、升麻、桔梗、哈士蟆油、甘草、麻黄、黄芪、赤芍、苍术、辽藁本等                                                                            |
| 华北地区 | 温带季风气候                 | 北药         | 内蒙古中部、天津、河北、山西、北京 | 潞党参、酸枣仁、柴胡、白芷、北沙参、板蓝根、大青叶、青黛、黄芩、香附、知母、山楂、金银花、连翘、桃仁、苦杏仁、薏苡仁、小茴香、大枣、香加皮、阿胶、全蝎、土鳖虫、滑石、赭石、远志、天花粉、款冬花、甘草、黄芪等            |
| 华东地区 | 热带季风气候、亚热带季风气候 | 浙药         | 浙江                               | 浙八味（浙贝母、白术、延胡索<元胡>、温郁金、玄参、杭白芍、杭菊花、杭麦冬）、山茱萸、莪术、杭白芷、江栀子、乌梅、乌梢蛇、台乌药等                                                                                          |
| 华东地区 | 热带季风气候、亚热带季风气候 | 江南药       | 江苏南部、江西、安徽、福建、上海   | 茅苍术、南沙参、太子参、明党参、枳实、江枳壳、牡丹皮、宣木瓜、乌梅、艾叶、薄荷、龟甲、鳖甲、蟾酥、蜈蚣、蕲蛇、石膏、建泽泻、建莲子、玉竹、江香薷、苏芡实等                                                                |
| 华东地区 | 热带季风气候、亚热带季风气候 | 淮药         | 江苏北部、山东                     | 东银花、茯苓、灵芝、铁皮石斛、前胡、车前子、丹参、百合、青皮、覆盆子、瓜蒌等 |
| 华中地区 | 温带季风气候、亚热带季风气候 | 怀药         | 河南                               | 四大怀药（怀地黄、怀牛膝、怀山药、怀菊花）、天花粉、瓜蒌、白芷、辛夷、红花、密银花、山茱萸、南阳艾等 |
| 华中地区 | 温带季风气候、亚热带季风气候 | 蕲药         | 湖北、湖南                         | 荆半夏、蕲艾、茯苓、天麻、湘莲子、黄精、枳壳、百合、猪苓、独活、青皮、木香等 |
| 华南地区 | 热带季风气候、亚热带季风气候 | 广药（南药） | 广东、广西、海南                   | 四大/八大/十大广药/南药（益智仁、槟榔、阳春砂仁、广巴戟天、化橘红、广陈皮、广藿香、广佛手、何首乌、沉香、高良姜、广地龙、广金钱草、白花蛇舌草）、广豆根、蛤蚧、肉桂、桂莪术、苏木、八角茴香、樟脑、桂枝、罗汉果、广郁金等 |
| 西南地区 | 亚热带季风气候、高山气候     | 川药         | 四川、重庆                         | 川贝母、川芎、川黄连、川乌、附子、川麦冬、丹参、干姜、川白芷、天麻、川牛膝、川棟子、川棟皮、川续断、川花椒、川黄柏、川厚朴、金钱草、五倍子、川木香、川党、川丹皮、川郁金、川枳壳、川杜仲等                                |
| 西南地区 | 亚热带季风气候、高山气候     | 云药         | 云南                               | 三七、云木香、滇重楼、茯苓、萝芙木、诃子、草果、马钱子、儿茶、滇黄精等 |
| 西南地区 | 亚热带季风气候、高山气候     | 贵药         | 贵州                               | 天冬、天麻、黄精、杜仲、吴茱萸、五倍子、朱砂等 |
| 西北地区 | 温带季风气候                 | 秦药         | 内蒙古西部、陕西、甘肃、宁夏       | 大黄、当归、秦艽、秦皮、羌活、枸杞子、银柴胡、纹党参、紫草、阿魏等 |
| 西北地区 | 温带季风气候                 | 藏药         | 西藏、青海                         | 冬虫夏草、雪莲花、炉贝母、红景天、甘松、胡黄连、藏木香、藏菖蒲、余甘子、毛诃子、麝香等 |
| 西北地区 | 温带季风气候                 | 维药         | 新疆                               | 柴胡、红花、山茱萸、猪苓、独活、青皮、紫草、款冬花、甘草、黄芪、肉苁蓉、锁阳等 |

## 评价
汉朝《神农本草经》称“土地所出，真伪陈新，并各有法”。
南朝医学家陶弘景在《本草经集注》中称“诸药所生，皆有境界”，并列出40多味药材的最佳生境。
唐朝药学家孙思邈在《备急千金要方》中称“古之医者……用药必依土地，所以治十得九”。
唐朝孔志约在《新修本草》中称“离其本土，则质同而效异”。
明朝药学家李时珍在《本草纲目》中称“性从地变，质与物迁”。
明朝陈策在《本草蒙荃》中称“地产南北相殊，药力大小悬隔”，“凡诸草本、昆虫、各有相宜地产，气味功力，自异寻常……华阴细辛，银夏柴胡，甘肃枸杞，茅山玄胡索、苍术，怀庆干山药、地黄，歙白术，绵黄芪，上党参，交趾桂，每擅名因地，故以地冠名。地胜药灵，视斯益信”。